# Pipes And Pints
Pipes And Pints – czeska formacja celtic punk rockowa założona w 2006 roku w Pradze z inicjatywy dudziarza Vojty Kaliny. Do składu wkrótce dołączyli gitarzysta Tomas Novotny, perkusista Lukas Vincour oraz amerykański wokalista Syco Mike. W tym składzie grupa nagrała pięcio-utworową EP-kę, dzięki której zespół zdobyło spore uznanie wśród fanów punk rocka. Po dołączeniu do składu basisty Ondry Balvina, zespół ponownie wszedł do studia aby zarejestrować materiał na swój debiutancki album zatytułowany "Until We Die". Krążek wydany został w listopadzie 2009 roku w Europie nakładem niemieckiej wytwórni Wolverine Records oraz przez Unrepetant Records w Ameryce Południowej i Północnej.

## Skład zespołu
- Syco Mike - wokal
- Vojta Kalina - dudy, wokal
- Ondra Balvin - gitara basowa, wokal
- Tomas Novotny - gitara elektryczna, gitara akustyczna, wokal
- Lukas Vincour - perkusja

## Dyskografia
- Pipes And Pints (EP, 2008)
- Until We Die (album, 2009)
- Found & Lost (album, 2012)